# 东安头翰林祠
东安头翰林祠位于中国湖南省永州市宁远县湾井镇东安头村，是一座始建于清朝乾隆元年（1736年）的宗祠建筑，旨在纪念明代进士李敷。祠堂占地约6700平方米，建筑面积约1200平方米，于2019年10月7日被中华人民共和国国务院列为第八批全国重点文物保护单位。

## 建筑特色
东安头翰林祠由半月塘、月台、牌坊、门厅、戏楼、厢房、天井、上下厅、轿亭和道厅等部分组成，祠前半月塘面积约8亩。牌坊采用三间八柱重檐歇山顶设计，饰以花鸟、人物和双龙戏珠等木雕彩绘。轿亭形似八抬大轿，象征李敷的官宦地位，采用重檐歇山顶结构。